# Tolerancja (fitopatologia)
Tolerancja – w fitopatologii, poziom zakłócenia funkcji fizjologicznych rośliny wskutek rozwoju choroby, który nie wpływa na obniżenie jakości i ilości plonu.
Tolerancja wyraża się wzorem:
{\displaystyle T={\frac {PP}{PZ}}*100\%}
gdzie:
PP – plon uzyskiwany z roślin porażonych,
PZ – plon uzyskiwany z roślin zdrowych.